# گمینا شمینگ
گمینا شمینگ (به لهستانی:  Gmina Siemień) یک گمینا در لهستان است که در شهرستان پارچف واقع شده‌است. گمینا شمینگ ۱۱۰٫۹۳ کیلومتر مربع مساحت و ۴٬۷۱۲ نفر جمعیت دارد.